# Карчев
Карчев (пољ. Karczew) град је у Пољској у Војводству мазовском. По подацима из 2012. године број становника у месту је био 10 177.

## Становништво
| 2012.  |
| ------ |
| 10 177 |